# Лос-Алтос
Лос-Алтос (англ. Los Altos) — місто (англ. city) в США, в окрузі Санта-Клара штату Каліфорнія. Населення — 31 625 осіб (2020).
Місто входить до Кремнієвої долини.

## Географія
Лос-Алтос розташований за координатами 37°22′7″ пн. ш. 122°5′48″ зх. д. / 37.36861° пн. ш. 122.09667° зх. д. (37.368524, -122.096649).  За даними Бюро перепису населення США в 2010 році місто мало площу 16,80 км², уся площа — суходіл.

## Демографія
Згідно з переписом 2010 року, у місті мешкало 28 976 осіб у 10 745 домогосподарствах у складі 8303 родин. Густота населення становила 1725 осіб/км².  Було 11204 помешкання (667/км²).
Расовий склад населення:
| - 70,6 % — білих - 23,5 % — азіатів - 0,5 % — чорних або афроамериканців - 0,2 % — вихідців з тихоокеанських островів - 0,2 % — корінних американців |

До двох чи більше рас належало 4,3 %. Частка іспаномовних становила 3,9 % від усіх жителів.
За віковим діапазоном населення розподілялося таким чином: 26,1 % — особи молодші 18 років, 53,9 % — особи у віці 18—64 років, 20,0 % — особи у віці 65 років та старші. Медіана віку мешканця становила 46,2 року. На 100 осіб жіночої статі у місті припадало 93,1 чоловіків;  на 100 жінок у віці від 18 років та старших — 90,9 чоловіків також старших 18 років.
Середній дохід на одне домашнє господарство  становив 246 813 долари США (медіана — 175 938), а середній дохід на одну сім'ю — 281 742 долари (медіана — 208 586). Медіана доходів становила 182 361 долар для чоловіків та 122 051 долар для жінок. За межею бідності перебувало 2,6 % осіб, у тому числі 1,9 % дітей у віці до 18 років та 3,8 % осіб у віці 65 років та старших.
Цивільне працевлаштоване населення становило 13 078 осіб. Основні галузі зайнятості: науковці, спеціалісти, менеджери — 27,5 %, виробництво — 22,1 %, освіта, охорона здоров'я та соціальна допомога — 18,0 %.

## Міста-побратими
- Бендіго, Австралія
- Сиктивкар, Росія
- Shilin District, Тайвань
- Rustington, Велика Британія

## Світлини

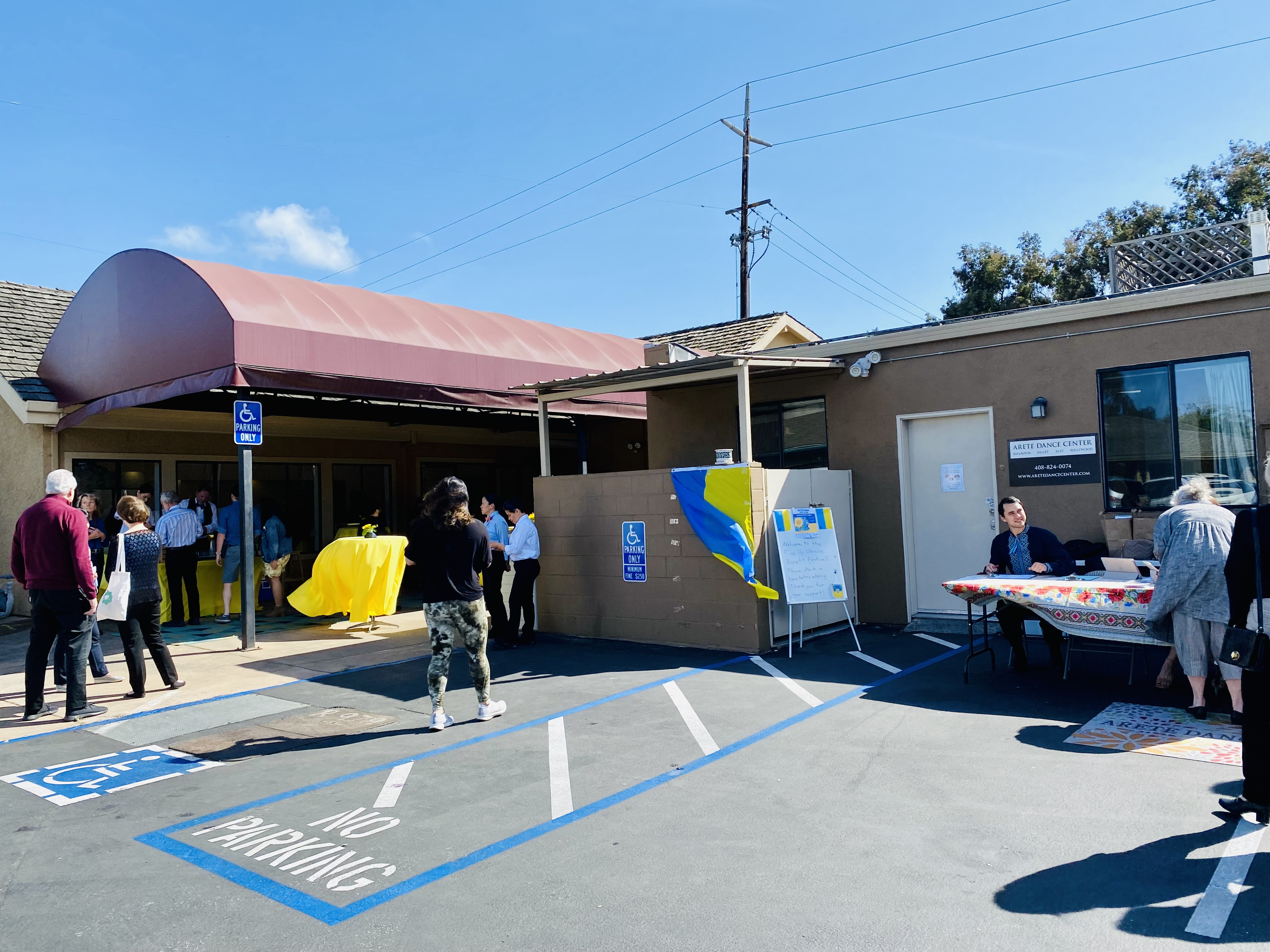
Фестиваль
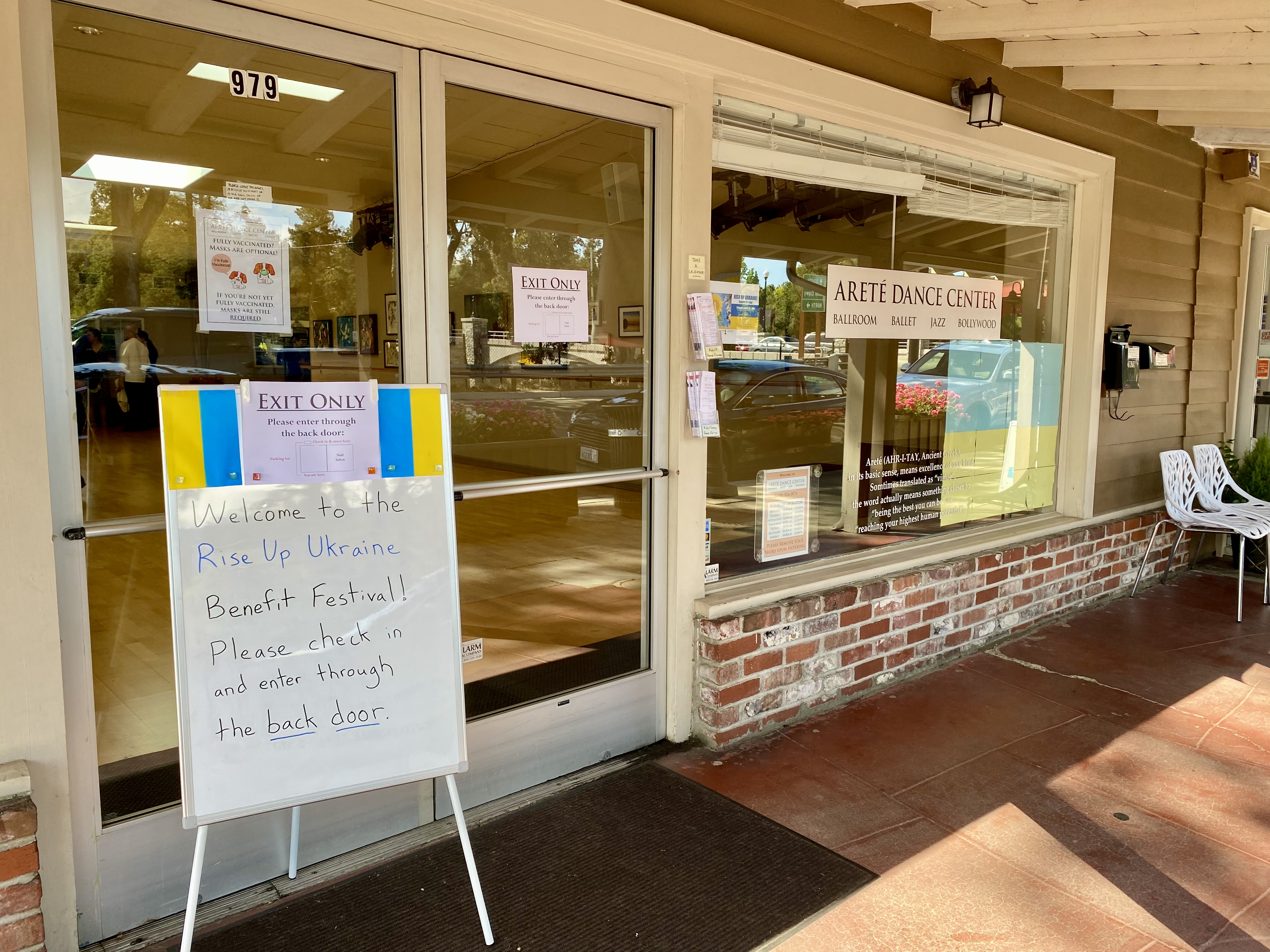
«Вставай Україно»
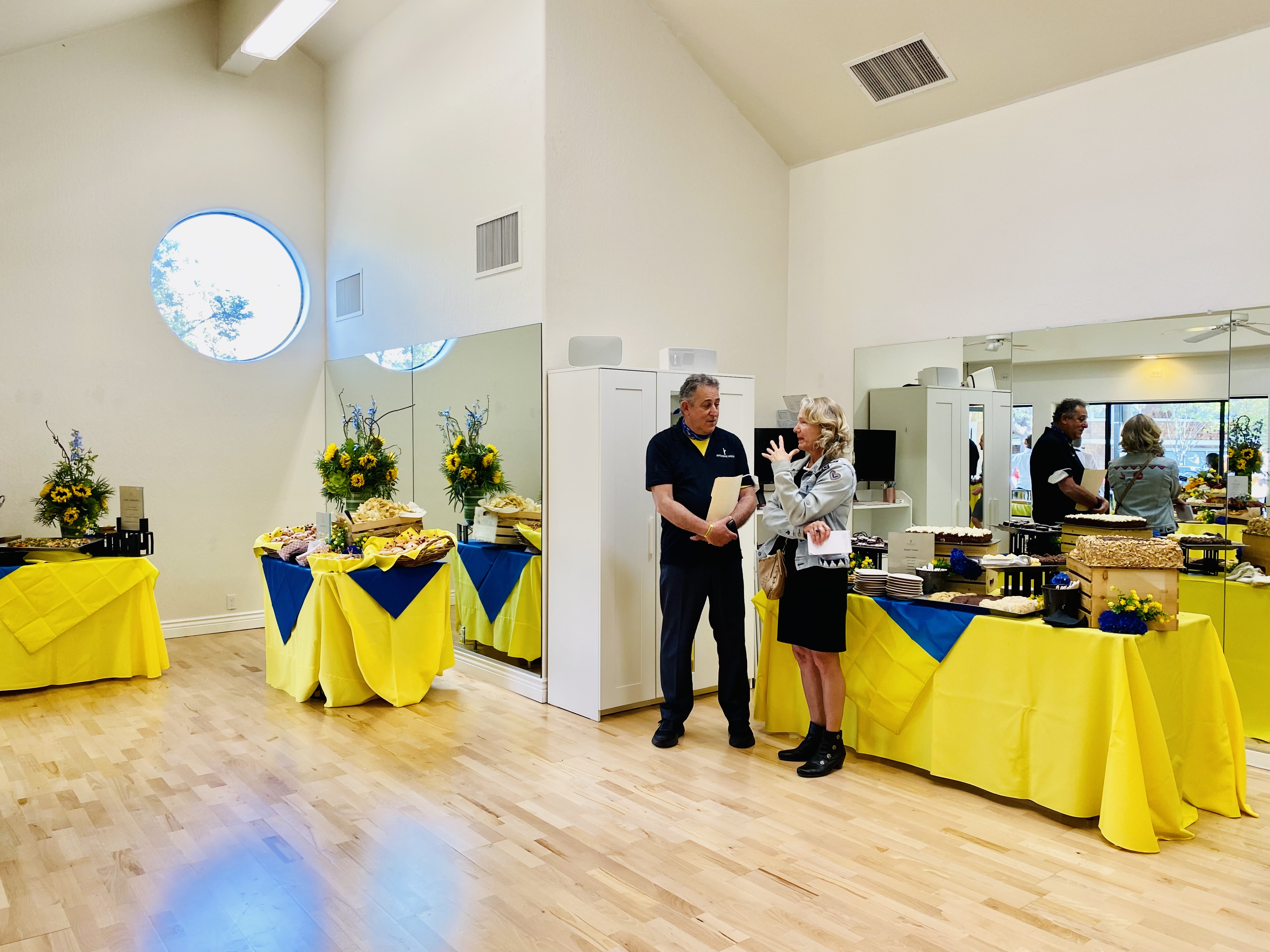
у Арете Денс Центр (30 квітня 2022),
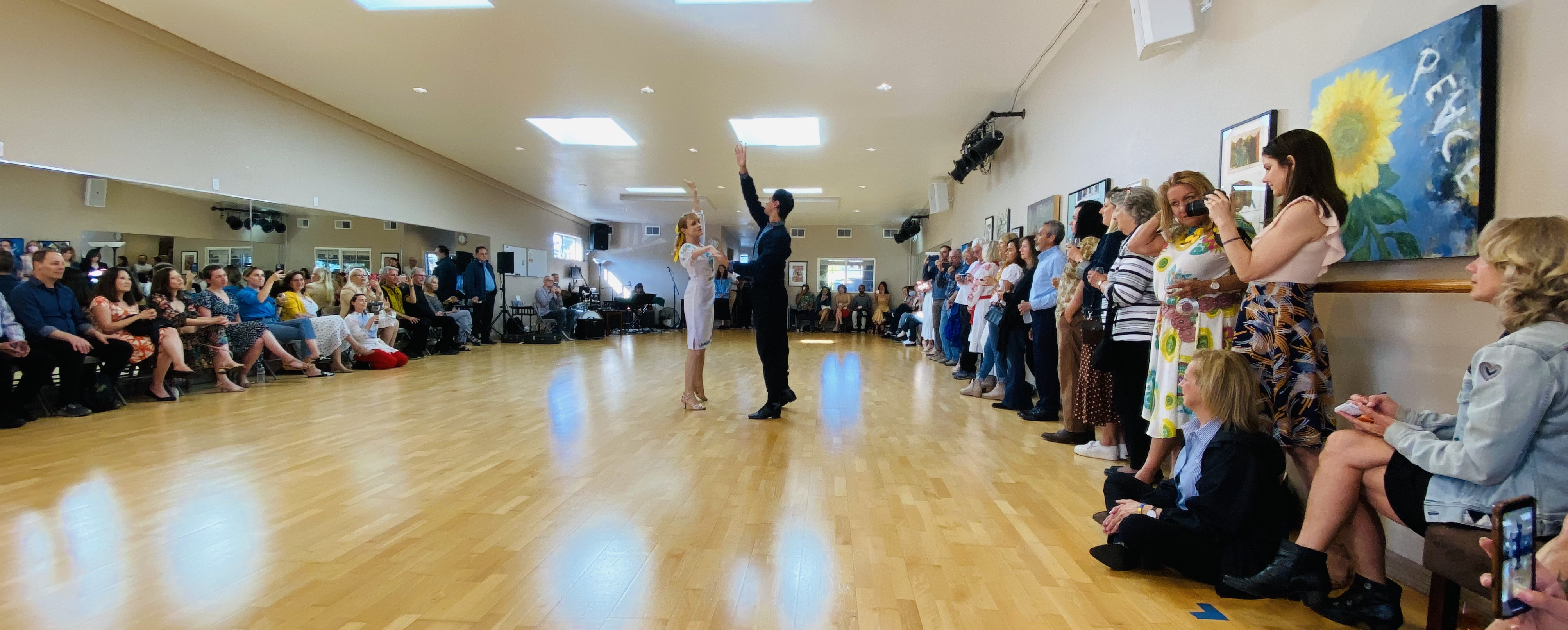
для збору коштів для допомоги Україні